# 京都・滋賀オープンゴルフ選手権
京都・滋賀オープンゴルフ選手権は1979年から行われている日本プロゴルフ協会（PGA）後援の男子プロ・アマゴルフトーナメント。
京都新聞主催。
京都府・滋賀県・京都市・関西ゴルフ連盟・京都府ゴルフ協会・滋賀県ゴルフ連盟後援。

## 概要・歴史
1978年、この大会が正式な選手権大会になるきっかけとなったチャリティーコンペが京都ゴルフ倶楽部東コースで開催された。1979年、京都・滋賀のゴルフ界の振興と発展を目指し、京都ゴルフ練習場協会の主催にて「京滋オープンゴルフ選手権」として第1回大会を開催。第8回大会より京都新聞・KBS京都の主催により「京都・滋賀オープンゴルフ選手権」と名前を変え、今や押しも押されもせぬ伝統ある大会へと成長した。
競技方法も当時では斬新なものであり、今でこそよく見られるようになったが、プロとアマが一緒にラウンドするという形式は珍しく、腕自慢のアマチュアゴルファー達の挑戦意欲をかき立てた。また多くのプロもその理念に賛同し、時にはアマチュアの良きお手本となり、時には華麗な技を披露しながら、プロ・アマ一体となって大会を盛り上げてきた。
地元プロに加えレギュラーツアーの第一線で活躍するシードプレーヤーも数多く参加。アマチュア選手も予選3会場、多い年には計480名の参加者の中から100名強の選手が参加し、ゴルフファンには欠かせない夏のビッグイベントとして定着した。
この大会の最多優勝は平塚哲二の5回で、無名時代の1996年から1998年までの3連覇を成し遂げ、シードプレーヤーとしての足掛かりを築くと、2001年、2008年と優勝回数を積上げた。2009年からは時のシード選手でテレビのバラエティ番組でも数多く出演をしていた矢野東が3連覇を果たし、大会を大いに盛り上げた。実績を持つ多くのシニア選手も参加し、1日限定18ホールのストロークプレーという一発勝負で番狂わせが起こってもおかしくはない戦いがその後も続き、2004年にはアマチュアの井上忠勝が並み居るプロの中で優勝して大きな話題となった。
2015年からはプロの予選会も行ない、15名の選手が決勝大会に参加、優勝を勝ち取り飛躍の一歩となる選手も輩出してきた。
元々から数多くの地元企業の協力により続けてきた大会であったが、2016年にオンリーが冠スポンサーとなり、「オンリーカップ京都・滋賀オープンゴルフ選手権」として開催。

## 歴代優勝者
プロ
- 1979年 - 金本章生
- 1980年 - 東章
- 1981年 - 戸川一郎
- 1982年 - 中村通
- 1983年 - 金本章生
- 1984年 - 中村通
- 1985年 - 松井一
- 1986年 - 中尾豊健
- 1987年 - 中上達夫
- 1988年 - 中瀬寿
- 1989年 - 長田敬市
- 1990年 - 北代武史
- 1991年 - 白石昌昭
- 1992年 - 中瀬寿
- 1993年 - 金山和雄
- 1994年 - 西野琢仁
- 1995年 - 北澤数司
- 1996年 - 平塚哲二
- 1997年 - 平塚哲二
- 1998年 - 平塚哲二
- 1999年 - 中上達夫
- 2000年 - 中村龍明
- 2001年 - 平塚哲二
- 2002年 - 村上克佳
- 2003年 - 翁長真一郎
- 2004年 - 井上忠勝
- 2005年 - 髙橋朋載
- 2006年 - 山口治
- 2007年 - 久保谷健一
- 2008年 - 平塚哲二
- 2009年 - 矢野東
- 2010年 - 矢野東
- 2011年 - 矢野東
- 2012年 - 塚田好宣
- 2013年 - 塚田好宣
- 2014年 - 山下和宏
- 2015年 - 白井宣行
- 2016年 - 六峯武
- 2017年 - 伊藤誠道
- 2018年 - 青山剛
- 2019年 - 大谷俊介

アマチュア
- 1979年 - 松下与志次
- 1980年 - 熊谷誠三郎
- 1981年 - 岡田実
- 1982年 - 安藤欣治
- 1983年 - 長田啓市
- 1984年 - 上田稔
- 1985年 - 西尾久治
- 1986年 - 安藤欣治
- 1987年 - 篠田勝彦
- 1988年 - 星山立男
- 1989年 - 中井誠
- 1990年 - 西尾久治
- 1991年 - 新井孝
- 1992年 - 田辺元
- 1993年 - 古川康夫、川口文雄
- 1994年 - 杉本秀雄
- 1995年 - 大輪克志
- 1996年 - 大江俊紀
- 1997年 - 岩井正夫
- 1998年 - 和田健一
- 1999年 - 池本繁三郎
- 2000年 - 冨澤敦
- 2001年 - 本澤良章
- 2002年 - 井上克志
- 2003年 - 西谷良美
- 2004年 - 井上忠勝
- 2005年 - 鍵村嘉男
- 2006年 - 岩崎栄喜雄
- 2007年 - 松井幸男
- 2008年 - 金原泰一
- 2009年 - 德永智也
- 2010年 - 川勝金平、林富彦、村田靖司、輪島隆二
- 2011年 - 竹村弘平
- 2012年 - 青野憲太郎
- 2013年 - 野澤竜次
- 2014年 - 島本大詩
- 2015年 - 小寺大佑
- 2016年 - 林重翔
- 2017年 - 村田靖司
- 2018年 - 大島英晃
- 2019年 - 清水寿徳